# Hesperilla
Hesperilla là một chi bướm ngày thuộc họ Bướm nâu.

## Các loài
- Hesperilla ornata Leach, 1814
- Hesperilla picta Leach, 1814
- Hesperilla crypsargyra Meyrick, 1888
- Hesperilla chrysotricha Meyrick & Lower, 1902
- Hesperilla sexguttata Herrich-Schäffer, 1869
- Hesperilla furva Sands & Kerr, 1973
- Hesperilla crypsigramma Meyrick & Lower, 1902
- Hesperilla sarnia Atkins, 1978
- Hesperilla malindeva Lower, 1911
- Hesperilla mastersi Waterhouse, 1900
- Hesperilla idothea Miskin, 1889
- Hesperilla flavescens Waterhouse, 1927
- Hesperilla donnysa Hewitson, 1868

## Hình ảnh

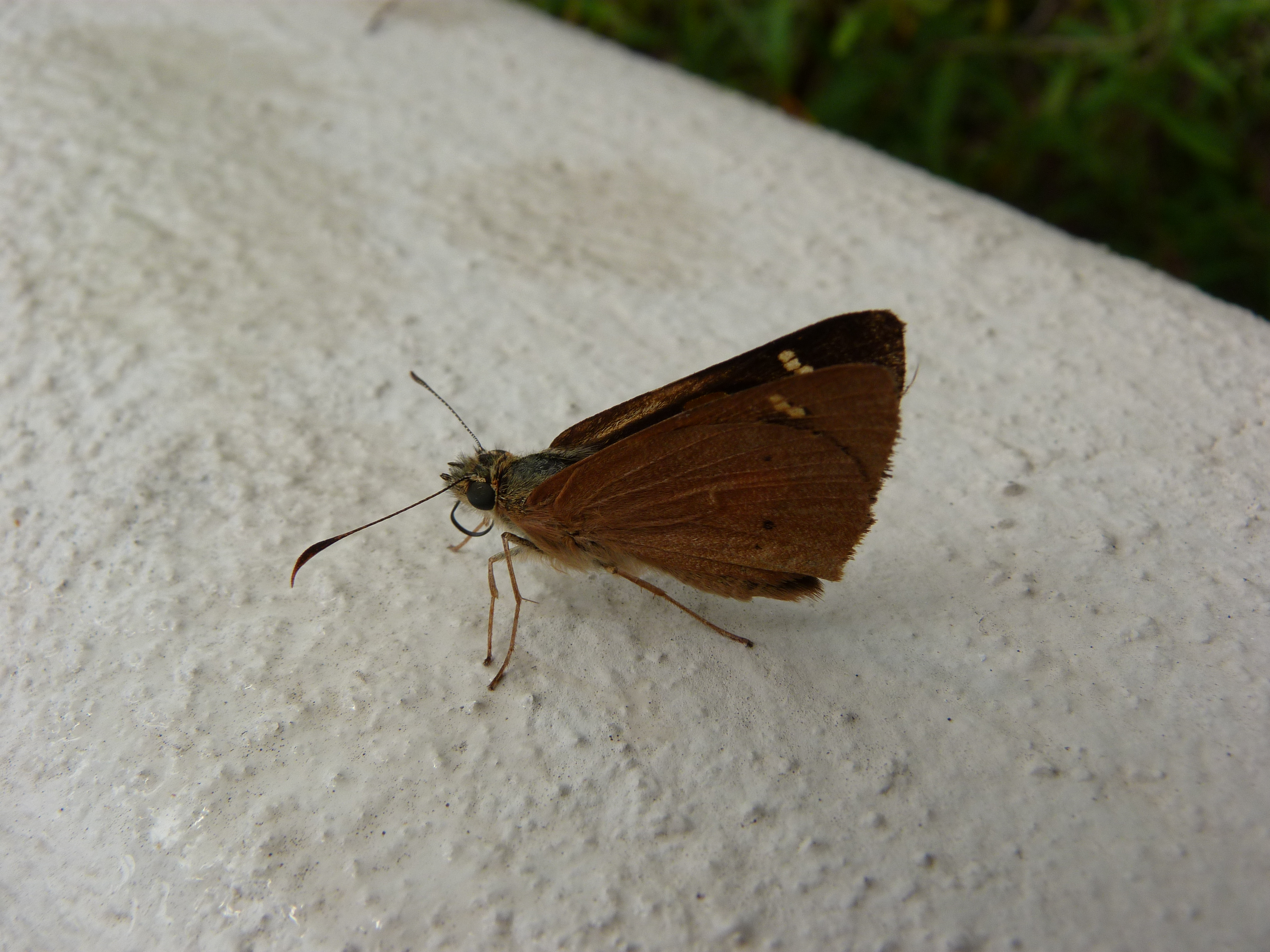